# Otomys
Otomys — рід родини мишеві.

## Види
- Otomys anchietae (Bocage, 1882)
- Otomys angoniensis (Wroughton, 1906)
- Otomys barbouri (Lawrence & Loveridge, 1953)
- Otomys burtoni (Thomas, 1918)
- Otomys cuanzensis (Hill & Carter, 1937)
- Otomys denti (Thomas, 1906)
- Otomys irroratus (Brants, 1827)
- Otomys lacustris (G.M. Allen & Loveridge, 1933)
- Otomys laminatus (Thomas et Schwann, 1905)
- Otomys occidentalis (Dieterlen et Van der Straeten, 1992)
- Otomys saundersiae (Roberts, 1929)
- Otomys sloggetti (Thomas, 1902)
- Otomys tropicalis (Thomas, 1902)
- Otomys typus (Heuglin, 1877)
- Otomys unisulcatus (F. Cuvier, 1829)

## Опис
Голова й тіло довжиною 124—217 мм, хвіст 55—150 мм, вага 60—255 гр. Хутро різниться за щільністю, текстурою, довжиною, але зазвичай довге, товсте, кошлате. Верх від блідо-бурого через відтінки коричневого до світло- коричневого чи світло-іржавого. Низ білий, кремовий, жовтувато-коричневий, коричнюватий чи тьмяний темно-сіруватий, зазвичай блідіший ніж верх. Відносно короткий хвіст добре вкритий шерстю. Самиці мають 4 молочні залози. Зубна формула: 1/1, 0/0, 0/0, 3/3 = 16.

## Поширення
Живуть в багатьох областях на південь від Сахари. Більшість видів живуть на болотах, луках і аналогічних місцях проживання. У Ефіопії O. typus живе на висотах 1800—4000 м, де населяє краї струмків і боліт.

## Звички
Харчуються рослинністю, іноді доповнюючи його корінням та насінням.